# Anchistrotus discontinua
Anchistrotus discontinua är en insektsart som beskrevs av Walker. Anchistrotus discontinua ingår i släktet Anchistrotus och familjen hornstritar. Inga underarter finns listade i Catalogue of Life.